# Alexander Abramowitsch Krasnowski
Alexander Abramowitsch Krasnowski (russisch Александр Абрамович Красновский; * 26. August 1913 in Odessa; † 16. Mai 1993) war ein russischer Biochemiker.
Krasnowski verlor früh seinen Vater und ging in Moskau zur Schule. Er studierte am chemisch-technologischen Institut Mendelejew in Moskau mit dem Abschluss 1937, wurde 1940 promoviert, arbeitete im Zweiten Weltkrieg in einer Chemiefabrik und war ab 1944 am Institut für Biochemie der Akademie der Wissenschaften der UdSSR. 1948 habilitierte er sich dort (russischer Doktortitel, mit einer Dissertation über die Reaktionen bei der Photosynthese) und leitete ab 1959 das Labor für Fotobiochemie. Außerdem war er ab 1954 Professor an der Lomonossow-Universität.
Er befasste sich mit Fotochemie des Chlorophylls. Er entwickelte aber auch anorganische Modelle der Trennung von Wasserstoff und Sauerstoff mit photosynthetischen Reaktionen unter Verwendung von Titanoxid und Zinkoxid.
Er war Mitglied der Akademie der Wissenschaften der UdSSR (seit Ende 1991 Russische Akademie der Wissenschaften) und, seit 1975, der Leopoldina.
Sein Sohn Alexander Krasnowski (* 1940) ist ebenfalls Biochemieprofessor an der Lomonossow-Universität.